# Dumme mosses naturreservat
Dumme mosse är ett naturreservat i Bottnaryds, Järstorps, Sandseryds och Mulseryds socknar i Jönköpings kommun i nordvästra Småland (Jönköpings län), med mindre delar i Bankeryds och Angerdshestra socknar i Jönköpings kommun samt Habo socken i Habo kommun. Mossen genomkorsas av riksväg 40.
Höjden över havet är omkring 225 meter. Större delen av Dumme mosse är bildad genom försumpning av fastmark, och torven utgörs huvudsakligen av föga förmultnad vitmosstorv. Dess djup i de centrala delarna är 4-6 meter. Mossen avvattnas dels och huvudsakligen genom Dummeån och dels genom Dunkehallaån. Stora landsvägen över mossen anlades av danskarna vid deras angrepp mot Jönköping 1567.
I slutet på 1960-talet blev södra delen av Dumme mosse naturreservat. År 1998 utökades reservatet till 2 865 hektar och omfattar då huvuddelen av Dumme mosse, samt de intilliggande myrarna Ulvakullamossen och Store mosse.
Vid Dumme mosse finns gångplankor för besökare att vandra på.